# Тричастинна музична форма
Тричастинна форма — музична форма, що характеризується об'єднанням трьох частин в одне ціле, третя частина є повторенням першої. Залежно від складності побудови частин, з яких вона складається, розрізняють:
- просту тричастинну форму, якщо перша з яких є періодом, і інші форм складніших, ніж період.
- складну тричастинну форму, якщо її частини являють собою структури, складніші ніж період.